# Хордан (Колумбия)
Хордан (исп. Jordán) — небольшой город и муниципалитет в северо-восточной части Колумбии, на территории департамента Сантандер. Входит в состав провинции Гуанента.

## История
Поселение, из которого позднее вырос город, было основано 2 октября 1822 года Диего Энрике Мелендесом. Муниципалитет Хордан был выделен в отдельную административную единицу в 1854 году.

## Географическое положение

Муниципалитет Хордан

Город расположен в восточной части департамента, в горной местности Восточной Кордильеры, на левом берегу реки Чикамочи, на расстоянии приблизительно 38 километров к юго-юго-востоку (SSE) от города Букараманги, административного центра департамента. Абсолютная высота — 438 метров над уровнем моря.
Муниципалитет Хордан граничит на севере с территорией муниципалитета Лос-Сантос, на востоке — с муниципалитетом Аратока, на юго-востоке — с муниципалитетом Курити, на юго-западе — с муниципалитетом Вильянуэва. Площадь муниципалитета составляет 33 км².

## Население
По данным Национального административного департамента статистики Колумбии, совокупная численность населения города и муниципалитета в 2015 году составляла 1103 человека.
Динамика численности населения муниципалитета по годам:
| 2005 | 2006 | 2007 | 2008 | 2009 | 2010 | 2011 | 2012 | 2013 | 2014 | 2015 |
| ---- | ---- | ---- | ---- | ---- | ---- | ---- | ---- | ---- | ---- | ---- |
| 1164 | 1160 | 1150 | 1147 | 1134 | 1133 | 1123 | 1121 | 1112 | 1105 | 1103 |

Согласно данным переписи 2005 года мужчины составляли 52,1 % от населения Хордана, женщины — соответственно 47,9 %. В расовом отношении белые и метисы составляли 99,8 % от населения города; негры, мулаты и райсальцы — 0,2 %.
Уровень грамотности среди всего населения составлял 74,3 %.

## Экономика
Основу экономики Хордана составляют сельское хозяйство, лесное хозяйство и добыча полезных ископаемых.
82 % от общего числа городских и муниципальных предприятий составляют промышленные предприятия, 16 % — предприятия торговой сферы, 2 % — предприятия сферы обслуживания.